# Cataclysme disformata
Cataclysme disformata är en fjärilsart som beskrevs av Turati 1919. Cataclysme disformata ingår i släktet Cataclysme och familjen mätare. Inga underarter finns listade i Catalogue of Life.